# ISO 14001
Norma ISO 14001 naziva Sustavi upravljanja okolišem – Zahtjevi s uputama za uporabu propisuje zahtjeve za sustav upravljanja okolišem koji organizacijama omogućuju razvoj i primjenu politike i ciljeva koji uzimaju u obzir zakonske zahtjeve i informacije o značajnim aspektima okoliša. Napisana je tako da ju je moguće primijeniti na sve tipove i veličine organizacija i prilagoditi različitim zemljopisnim, kulturološkim i društvenim uvjetima pri čemu sustav upravljanja okolišem omogućuje organizaciji razvoj politike o okolišu, određivanje ciljeva i procesa kojima će ostvariti opredjeljenje svoje politike, poduzimanje potrebnih aktivnosti za poboljšanje vlastitih učinaka na okoliš te usklađivanje svog sustava sa zahtjevima same norme.  
Sadržaj norme
1. Područje primjene
2. Upućivanje na druge norme
3. Nazivi i definicije
4. Zahtjevi za sustav upravljanja okolišem

U prvom poglavlju, Područje primjene navodi se kome je norma namijenjena te koje je sve organizacije mogu primijeniti. Drugo poglavlje sadrži pozivanje na druge norme, a u trećem poglavlju su dani nazivi i definicije koje su neophodne za primjenu same norme. Definirani su pojmovi auditor, neprekidno poboljšavanje, popravna radnja, dokument, okoliš, aspekt okoliša, utjecaj na okoliš, sustav upravljanja okolišem, opći cilj upravljanja okolišem,rezultat upravljanja okolišem, politika upravljanja okolišem, pojedinačni cilj upravljanja okolišem, zainteresirana strana, unutrašnji audit, nesukladnost, organizacija, preventivna radnja, sprečavanje onečišćenja, postupak i zapis. Četvrto poglavlje sadrži opće zahtjeve za sustav upravljanja okolišem.

## Vanjske poveznice
- HRN EN ISO 14001:2009 Sustavi upravljanja okolišem – Zahtjevi s uputama za uporabu